# Río Negro (comuna)
Río Negro es una comuna chilena ubicada en la Provincia de Osorno, en la Región de Los Lagos, en la zona sur de Chile. Está ubicada a 36 km al sur de Osorno y a 7 km de la Ruta 5. Su capital comunal es el centro urbano de Río Negro. Integra junto con las comunas de Puyehue, Puerto Octay, Purranque, Fresia, Frutillar, Llanquihue, Puerto Varas y Los Muermos el Distrito Electoral N.º 25 y pertenece a la 10.ª Circunscripción Senatorial (Los Lagos), Su actual Alcalde es Sebastián Cruzat.
La comuna limita al norte con Osorno y San Juan de la Costa. Al este limita con Puerto Octay, al oeste, con el océano Pacífico (caleta Huellelhue), y al sur con Purranque.
Tiene una superficie de 1266 km² y una población de 14 085 habitantes según el censo 2017.

## Historia
En el siglo XIX, Río Negro era un extenso territorio situado entre Chahuilco y Purranque. Los huilliches lo llamaban Curileufo, que significa «Río Negro», debido al color de las aguas del río del mismo nombre, situación que se da por turbiedad y fondo del río. Las vías de comunicación de aquellos años eran los ríos preferentemente. Por esta razón, hacia 1893 cuatro vaporcitos hacían el trayecto de navegación: el Río Bueno, el Río Rahue, el Río Damas y el Río Negro. Zarpaban desde Osorno y llegaban hasta Chahuilco, donde cargaban y descargaban trigo. Siendo esta misma operación realizada en el puente Chapaco, a pocos kilómetros de lo que hoy es la ciudad de Río Negro. En cuanto a caminos, estos casi no existían.
Como los materiales de los puentes demoraban en llegar hubo que hacerlos de pellín (robles) cortando árboles del bosque. Los puentes eran: Salca, Sagllue y Chifín. Así, debido a las malas rutas, el viaje a Osorno demoraba todo el día, la gente partía muy temprano y volvía ya de noche; a caballo el trayecto era de 4 a 5 horas.
El origen de Río Negro no esta del todo claro ya que la documentación es escasa. Se sabe que existían grandes terratenientes como los señores Burgos, Alderete y González. Los dos primeros tuvieron la idea de fundar un pueblo y para ello comenzaron a vender terrenos. Comenzó a hacerlo el señor Burgos, con sus terrenos ubicados entre el río Forrahue y río Chifín, mientras que el señor Alderete lo hizo con los terrenos situados entre el río Forrahue y el Llay-Llay. Todo esto generó un pleito que terminó siendo dirimido por las autoridades de la época, que ubicaron al pueblo en los terrenos del señor Alderete. Este donó al fisco terrenos para la escuela y cárcel, así como una cuadra para el obispado de Ancud, que estaba destinada a la iglesia parroquial, existiendo dudas si la actual iglesia esta en esos terrenos o en otros donados por la familia González. Esto último sucedió el 12 de marzo de 1896 fecha de inscripción de la Escritura en Puerto Montt, cuya hoja 11 iba en el número 45.
La comuna de Río Negro nace oficialmente el 18 de julio de 1902, con la localidad de Chifín originalmente como cabecera.
Con el tiempo, Río Negro se expande, absorbe a Riachuelo, y se convierte en departamento. Su primer alcalde fue don Pedro Alejandrino González. A continuación se creó un Cuerpo de Bomberos, una estación de policía, un hospital; así como numerosas tiendas, molinos, curtiembres, comercio, industrias; siendo muy recordada la "Fábrica" de Linos, así como la fábrica de cerveza creada por los señores Hitschfeld e Irigoin (posteriormente Cervecería Alt), etc. Río Negro contaba por los años 1930 y 1940 con 4 hoteles y un teatro, "Río Negro", de propiedad de don Jerman Busch Holmberg.

### Inundaciones de 2014
A principios del mes de junio de 2014, la comuna vive una emergencia debido al desborde del río Forrahue, cuyo curso atraviesa el centro urbano, inundando los hogares de aproximadamente mil personas. Las viviendas de las calles Punta Arenas y Balmaceda, en el sector conocido como La Toma, fueron las más afectadas.

## Geografía

### Geomorfología
La comuna de Río Negro se encuentra emplazada en las unidades geomorfológicas de Planicie marina o fluviomarina, Llano central con morrenas y conos y Cordillera de la costa, la cual pertenece al complejo metamórfico Bahía Mansa, además, el bosque templado valdiviano o también llamada selva valdiviana.

### Clima
Presenta según la clasificación climática de Köppen clima templado lluvioso (Cfb), clima templado lluvioso con leve sequedad estival (Cfb (s)), clima templado lluvioso con leve sequedad estival e influencia costera (Cfb (s) (i)) y clima templado lluvioso frío con leve sequedad estival (Cfc (s)). Con temperaturas medias 11,4 °C y precipitaciones anuales del orden de los 1354 mm.

### Hidrografía

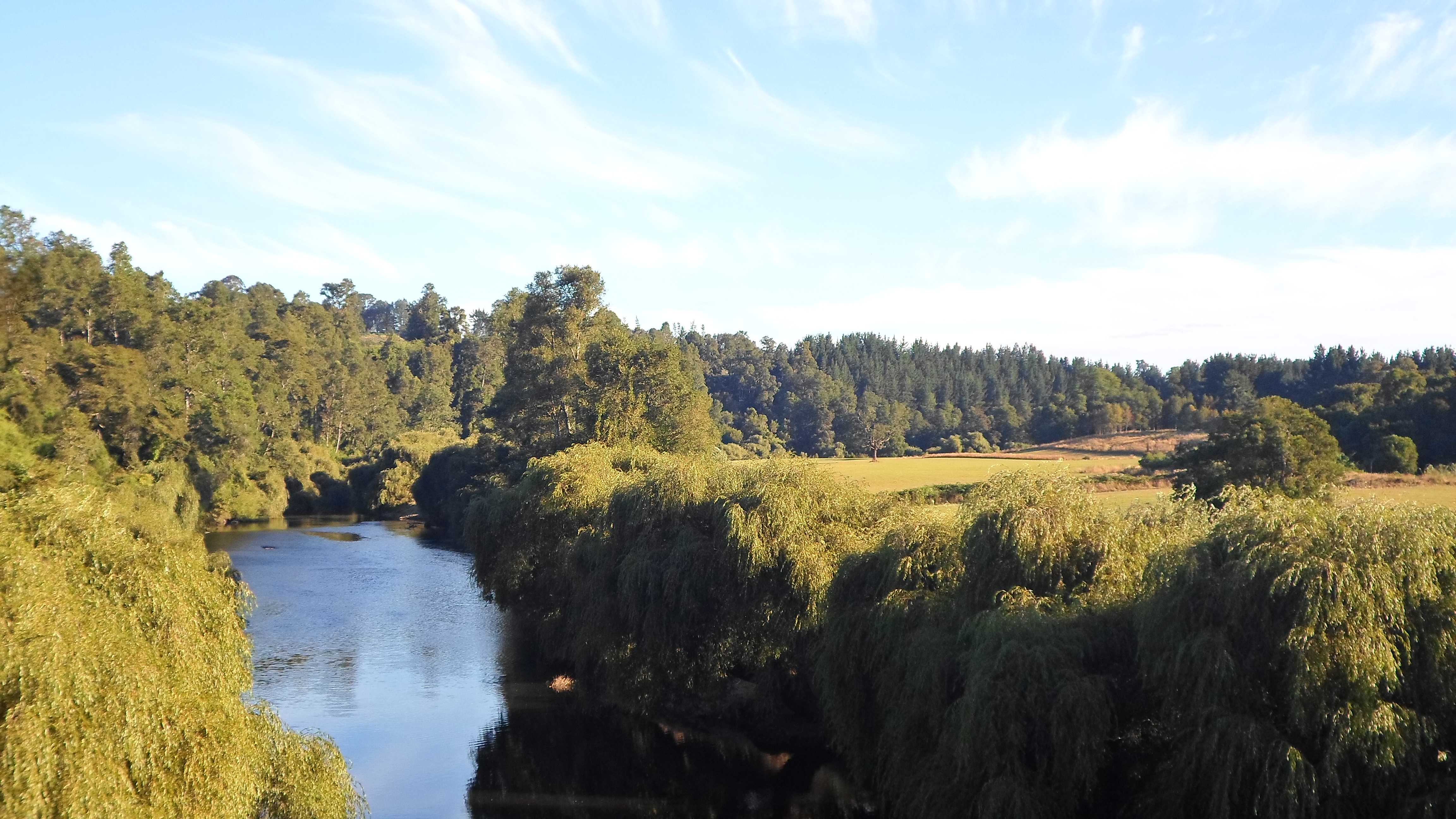
Río Negro desde Puente Chapaco

La comuna se halla entre las cuencas hidrográficas de Cuencas e islas entre río Bueno y río Puelo y río Bueno. Además, la comuna posee diversos cuerpos de agua, entre los que se destacan:
- Río Rahue, límite norte de la comuna con Osorno.
- Río Negro, que desemboca en el Rahue. (Utilizado como medio de comunicación y transporte entre Riachuelo, Río Negro y Osorno en el siglo XIX e inicios del siglo XX), se encuentra a 4 km de la ciudad de Río Negro.
- Río Huellelhue y Río Cholhuaco: desembocan en el océano Pacífico y son parte del área marítima Lafken Mapu Lahual.
- Río Forrahue y Estero Llay-llay, atraviesan la ciudad de sur a norte.

## Medio ambiente

Trazado simplificado de los ecosistemas y cuerpos de agua presentes en la comuna de Río Negro.

### Componentes bióticos
Dentro del territorio de la comuna se pueden hallar los siguientes ecosistemas:
- Bosque caducifolio templado donde predominan Nothofagus obliqua y Laurelia sempervirens (En peligro)
- Bosque laurifolio templado costero donde predominan Weinmannia trichosperma y Laureliopsis philippiana (Preocupación menor)
- Bosque laurifolio templado interior donde predominan Nothofagus dombeyi y Eucryphia cordifolia (Preocupación menor)
- Bosque resinoso templado costero donde predomina Fitzroya cupressoides (Preocupación menor)

### Medidas de protección ambiental y conflictos socioambientales

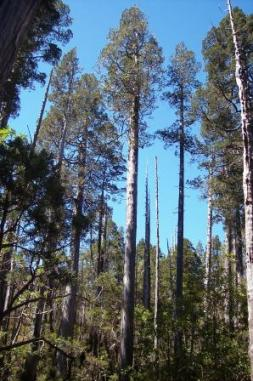
Alerce.

Hasta 2022, la comuna de Río Negro cuenta con las siguientes zonas que poseen algún nivel de protección ambiental:
- Área Marina Costera Protegida Lafken Mapu Lahual (Área Marina Costera Protegida)[11]
- Comunidad Indígena Loy Cumilef (Iniciativa de Conservación Privada)[12]
- Cordillera de la costa (Sitios Ley 19.300)[13]
- Esquina el Miltrin (Iniciativa de Conservación Privada)[14]
- Las vertientes de Chapaco (Iniciativa de Conservación Privada)[15]
- Parque Gilberto Cumilef Quintul (Iniciativa de Conservación Privada)[16]

### Flora y fauna

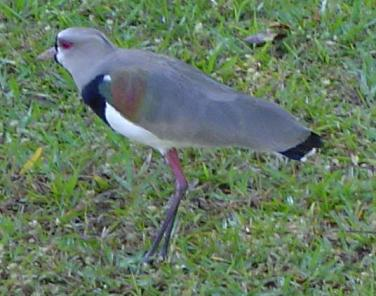
Queltehue.

En la zona de la cordillera la flora está determinada por el bosque valdiviano, destacando el alerce, mañio, laurel, coigüe, arrayán, avellano, tepa, luma, lenga y ñire, y otras especies arbóreas y arbustivas.
La fauna marina es rica en especies, destacando el róbalo (Eleginops maclovinus), puye (Galaxias maculatus), lisa (Mugil cephalus), pejerrey (Austromenidia sp.), choro zapato (Choromytilus chorus) con individuos de gran tamaño y longevidad, que por sobreexplotación se encuentran prácticamente extinguidos en la mayoría de los estuarios del país. Entre los mamíferos encontramos el chungungo (Lontra felina), puma (Puma concolor), delfín austral (Lagenorhynchus australis) y lobo marino (Otaria flavescens).
Entre las aves destacan el gaviotín sudamericano, pingüino de Magallanes, bandurria, queltehue y chucao entre otras decenas de especies.

## Administración

### Municipalidad
La Municipalidad de Río Negro para el periodo 2021-2024 es dirigida por el alcalde Sebastián Cruzat Cárcamo (Renovación Nacional - Chile Vamos) y el concejo municipal conformado por los concejales:
- Jéssica Del Pilar Vidal Bittner (IND - Chile Vamos Evópoli - IND)
- Jaime Renato Barrientos Aguilar (Renovación Nacional)
- Julia Del Carmen Moreira Moreira (Unión Demócrata Independiente)
- Jorge Alfredo Antilef Barría (Partido Socialista de Chile)
- Ernesto Alejandro Huaiquian Vera (IND - Unidos Por la Dignidad)
- Mónica Del Carmen Villarroel Alvarado (IND - Unidos Por la Dignidad)

### Representación parlamentaria
Río Negro forma parte de la Circunscripción Senatorial XIII y del Distrito Electoral 25. Es representada en la Cámara de Diputados del Congreso Nacional por los siguientes diputados:
- Daniel Lilayú Vivanco (Unión Demócrata Independiente)
- Emilia Nuyado Ancapichún (Partido Socialista de Chile)
- Héctor Barría Angulo (Partido Demócrata Cristiano)
- Harry Jurgensen Rundshagen (IND - Partido Republicano de Chile)

En el Senado, la representan:
- Iván Moreira Barros (Unión Demócrata Independiente)
- Carlos Ignacio Kuschel Silva (Renovación Nacional)
- Fidel Espinoza Sandoval (Partido Socialista de Chile)

## Economía

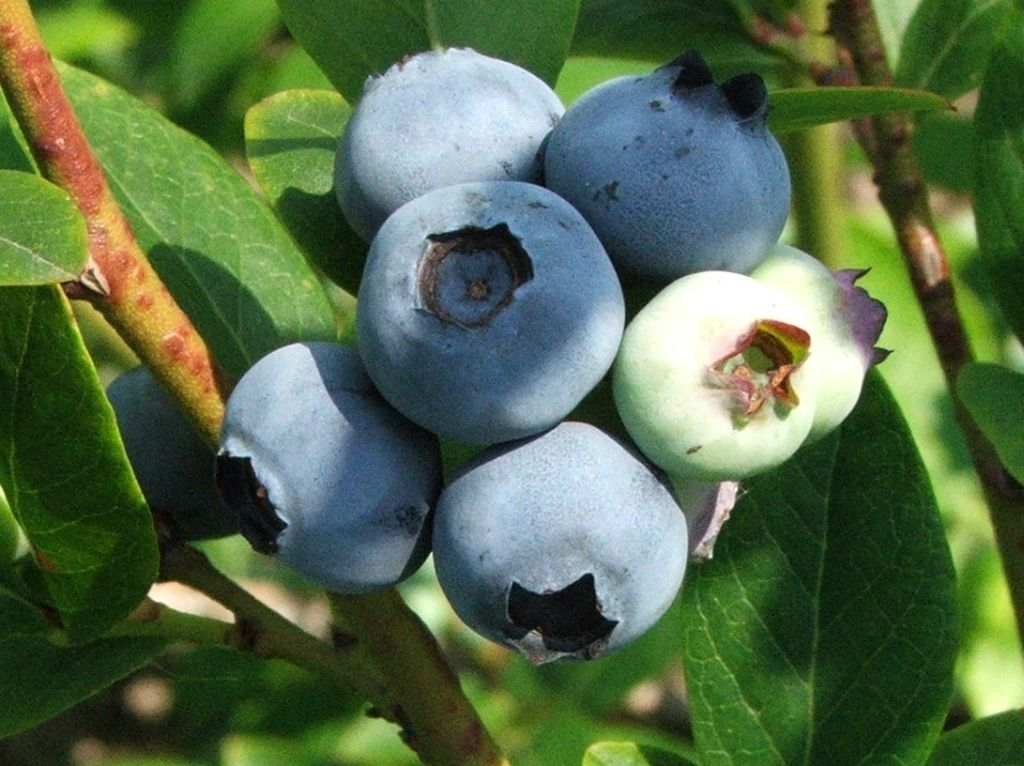
arándano azul.

En 2018, la cantidad de empresas registradas en Río Negro fue de 268. El Índice de Complejidad Económica (ECI) en el mismo año fue de -0,39, mientras que las actividades económicas con mayor índice de Ventaja Comparativa Revelada (RCA) fueron Cría de Ganado Bovino para Producción Lechera (241,89), Servicio de Corte y Enfardado de Forraje (117,93) y Servicios de Carrozas Fúnebres y Transporte de Cadáveres (77,3).
La actividad productiva de la comuna es casi en su totalidad agrícola y ganadera, siendo el Molino Schott la única fábrica de la comuna. Estos últimos años ha surgido las plantaciones de frambuesa y arándano azul siendo Río Negro la comuna con más hectáreas dedicadas a estas bayas.

## Servicios

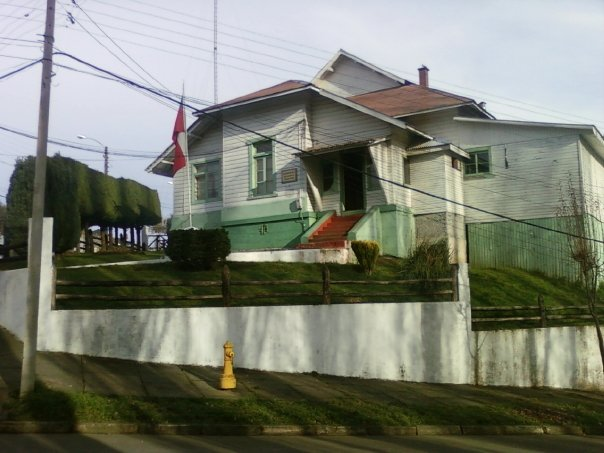
Comisaría de Río Negro.

La Comuna cuenta con una comisaría de Carabineros de Chile que data del año 1917, y una subcomisaría en Purranque.
Tiene dos liceos (José Toribio Medina y el Liceo Agrícola Vista Hermosa), tres colegios (Andrew Jackson, Sagrada Familia, Río Negro), y tres jardines infantiles (Dora, Amancay y Espiguita).
Tiene 3 compañías de Bomberos y en cada una de ellas un centro de damas; tres cementerios (dos municipales laicos y uno católico).

## Cultura
Cada primer fin de semana de febrero se realiza el Festival de Las Bayas, nombrado así en honor a la producción de arándanos que cada temporada veraniega da empleo a miles de personas de la misma comuna, así como, de comunas cercanas. Cada versión en su programación cuenta con artistas nacionales e internacionales y la respectiva competencia de canto.

### Rionegrinos
La comuna de Río Negro ha sido cuna de importantes figuras en distintos ámbitos. Entre ellas se encuentra Roberto Nahum, quien fue Decano de la Facultad de Derecho de la Universidad de Chile durante los períodos 2002-2009 y 2010-2014. También destaca Américo Acuña Rosas, quien ejerció como Presidente del Senado del 15 al 23 de mayo de 1973.

## Turismo y puntos de interés

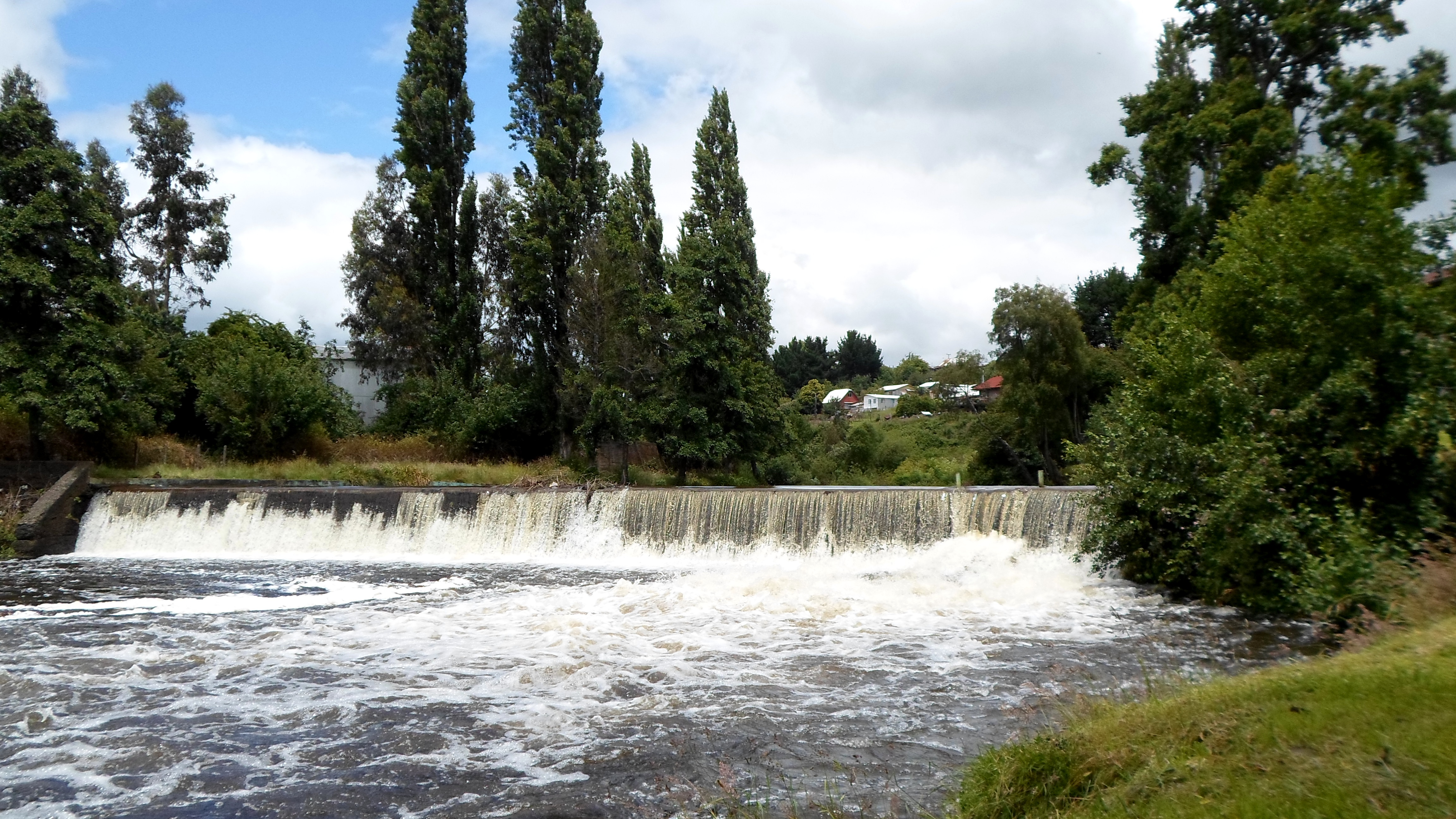
Caudal del Río Forrahue en el sector La Toma, Río Negro urbano (Chile)

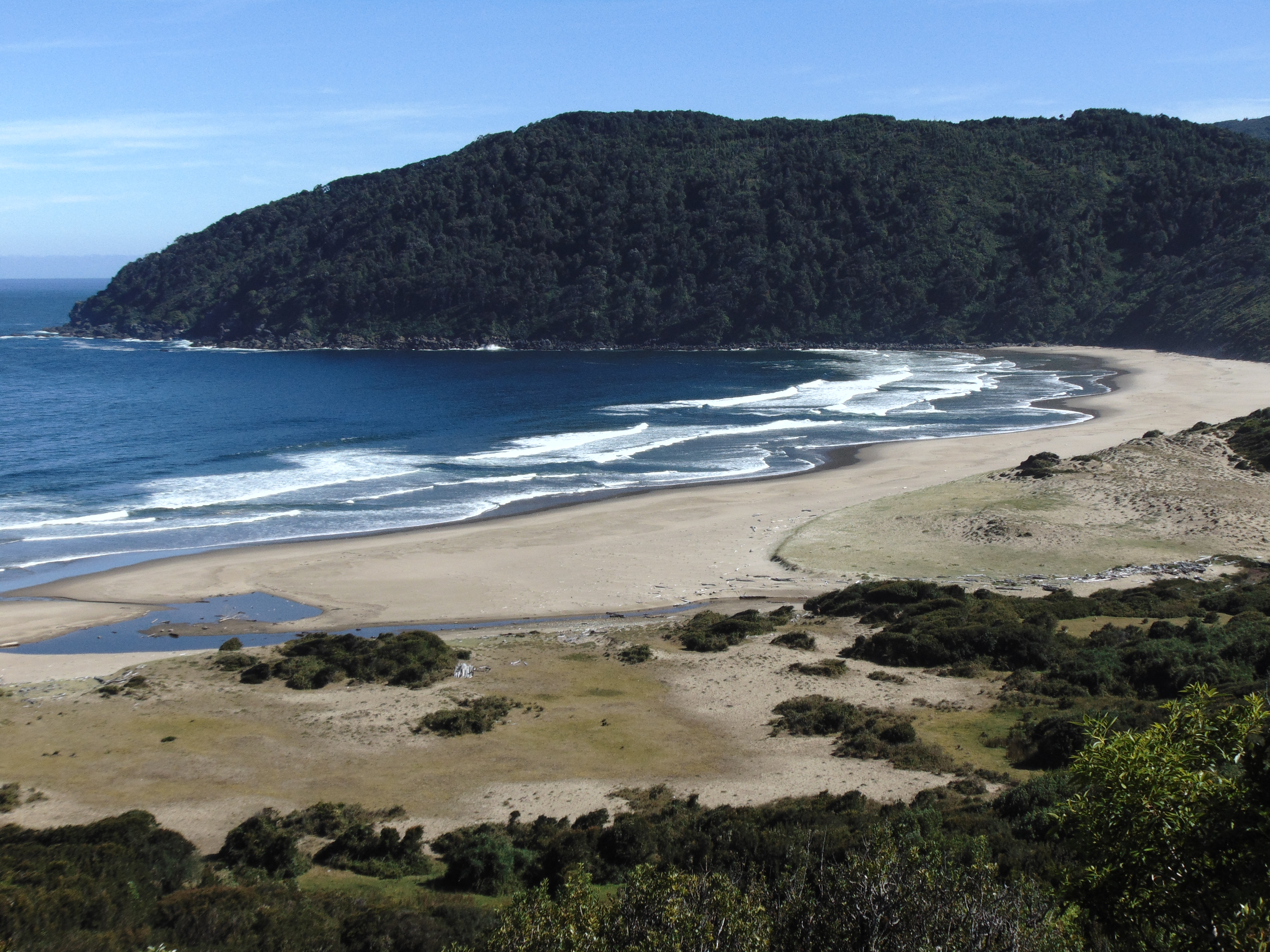
Playa Ranu, Caleta Huellelhue

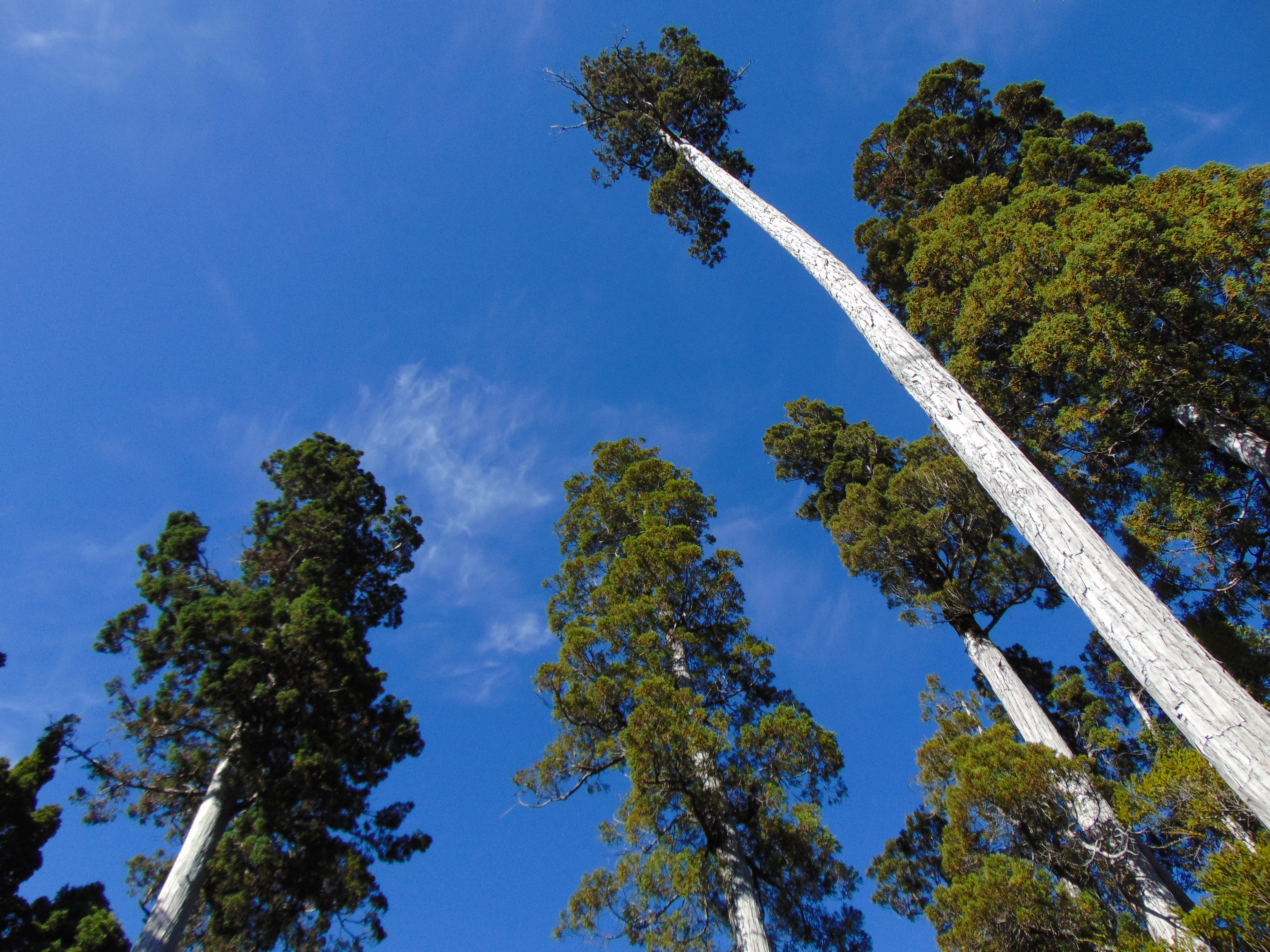
Bosques de Alerce (Fitzroya cupressoides) en la Costa de Río Negro

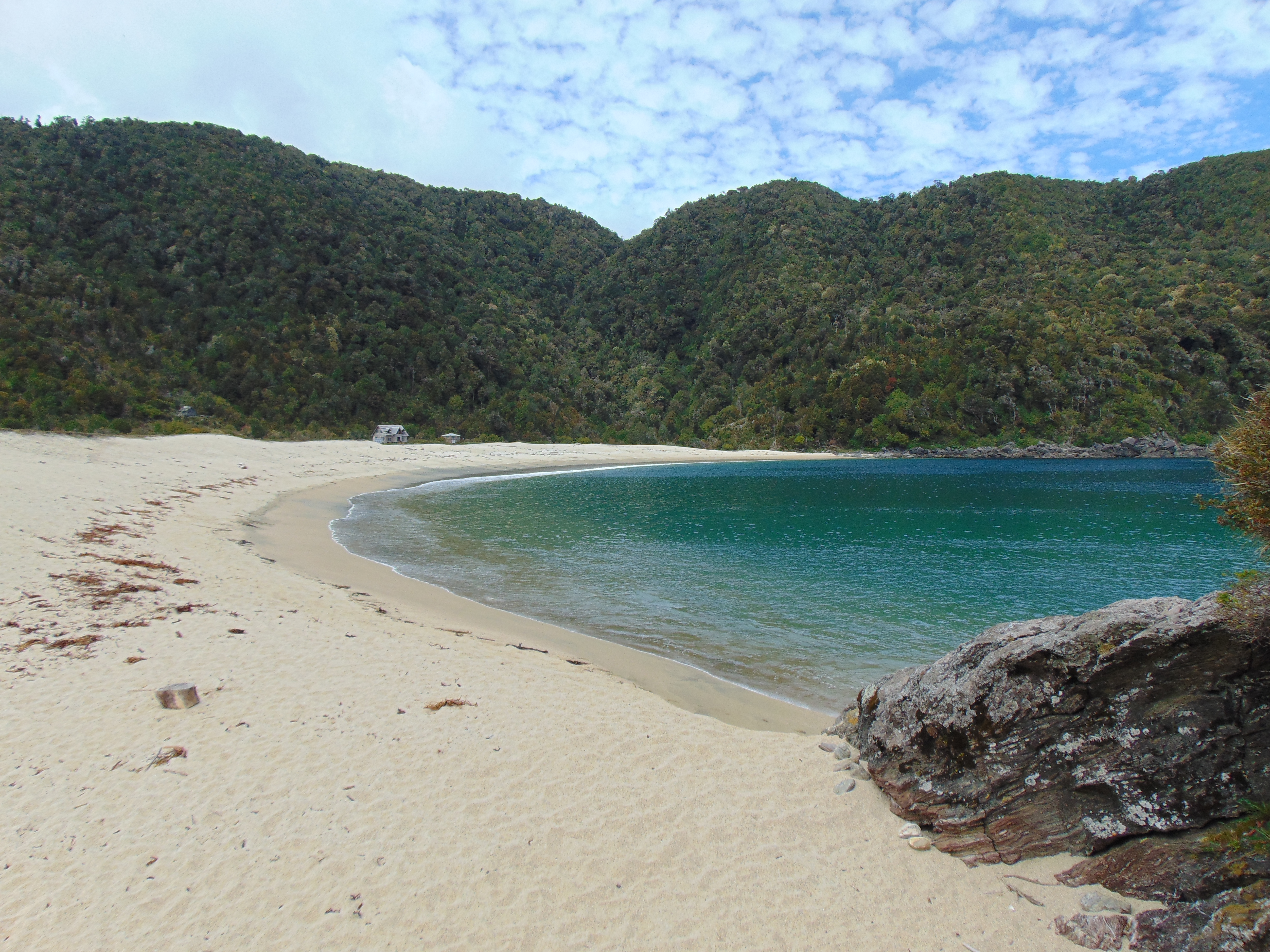
Playa de Caleta Cóndor

Río Negro comprende una superficie que abarca territorios desde el sector Chan Chan por el este, hasta el océano Pacífico por el oeste. Esta extensión de territorio está compuesta por valles de la depresión intermedia de uso agrícola y ganadero. Una zona de valles precordilleranos hacia el oeste donde se desarrolla la industria forestal, y finalmente una cordillera de la costa con grandes bosques nativos principalmente en conservación. 
A través de estos paisajes la oferta turística comunal se compone casi en totalidad de iniciativas de turismo rural. Iniciativas a su vez diversificadas que permiten conocer los entornos, y vivir experiencias en primera persona sobre la vida campesina, el patrimonio, la cultura ancestral mapuche, la historia de la cordillera, y el desarrollo de las comunidades remotas en la maravillosa costa de Caleta Huellelhue y Caleta Cóndor. 
De manera oficial, el Programa de Turismo de la Municipalidad de Río Negro registra oficialmente en su oferta las siguientes iniciativas de interés:
- Huerto Interactivo El Moro (sector El Moro)
- Granja El Gallero (Ñancuan)
- Granja Educativa El Rincón de Arturito (Ñancuan)
- Vivero La Granjita de Leo (Ñancuan)
- Centro Terapéutico Cosmovisión (Río Negro urbano)
- Hospedaje La Casona (Río Negro urbano)
- Sabores G&A (Río Negro urbano)
- Marallan, Espacio Deportivo (Río Negro urbano)
- Cervecería Camino Real (km 17 ruta U-72, Camino Real)
- Vivero Monte Verde (Monte Verde)
- Delicias Caseras de la Sra Nelly (Chapaco, y Río Negro urbano)
- Complejo Turístico Altos El Mirador (Chapaco)
- Refugio Ciclista Kurileufu (Riachuelo)
- Hotel Boutique Hacienda Juárez (Riachuelo)
- Hospedaje Rural y Cabañas Eluney (Cheuquemó Bajo)
- Fogón Matilde (El Bolsón)
- Ruka Peuma Mapu (Costa Río Blanco)
- Newen Lemu Kumillal y Artesanía (Costa Río Blanco)
- Hostal Newen Mapu (Costa Río Blanco)
- Newen Antü, Apicola y Artesanía (Costa Río Blanco)
- Amon Pu Mawizan, Complejo Turístico (Catrihuala, Cordillera de Huellelhue)

Para los casos de Caleta Huellelhue y Caleta Cóndor la oferta también es variada, existiendo distintas iniciativas enfocadas en: alojamiento, buceo, gastronomía, pesca deportiva, senderos guiados, transporte fluvial, entre otros. 
Cabe recalcar, que la costa de la comuna de Río Negro comprende oficialmente parte del Área Marina Costera de Múltiples Usos "Lafken Mapu Lahual", una zona de gran riqueza natural y cultural en condiciones de aislamiento. En la zona es posible disfrutar de una cordillera apacible, con bosques de Alerce (Fitzroya cupressoides) en buen estado de conservación, y especies típicas de la selva valdiviana. Su estado y tranquilidad a su vez le convierten en un espacio privilegiado para la observación de fauna nativa como pudúes, zorros, peuco, carpinteros, pingüinos, entre otros. Por ello, se invita a cada visitante conocer este territorio con respeto, evitar encender fogatas, acampar el lugares habilitados, y llevar la basura consigo de regreso. 
Para mayor información y recomendaciones, desde febrero de 2024 en la Plaza de Armas de Río Negro se encuentra habilitada y abierta al público la nueva Oficina de Información Turística, en ella pueden ver mayor detalles de los puntos de interés de la zona, sus emprendimientos, y resolver cualquier inquietud al respecto.  
En el perfil oficial del programa de turismo en Instagram  " turismorionegro_chile " podrán acceder a mayor información gráfica, así como la posibilidad de contacto virtual directo.   

## Deportes
Río Negro se caracteriza por tener parajes naturales que permiten el desarrollo de deportes al aire libre, tales como el running, ciclismo, rapel y caminata. También se encuentra el Estadio Municipal que alberga campeonatos de fútbol, tanto locales como provinciales y regionales, así de igual forma un Gimnasio Fiscal Multiuso en donde se realizan eventos deportivos variados y eventos artísticos o de entretenimiento. Además consta de un moderno Polideportivo en la entrada norte de la ciudad inaugurado el año 2015.

## Medios de comunicación

### Radioemisoras
La comuna cuenta con tres emisoras radiales, ubicadas en la ciudad de Río Negro:
FM
- 96.1 MHz - Radio Anahi
- 100.7 MHz - Radio Mía
- 106.9 MHz - Radio Nuevo Mundo